# Kogon (Usbekistan)
Kogon (kyrillisch Когон; russisch Каган Kagan; ehemals Nowaja Buchara/Neu-Buchara) ist eine Stadt in der usbekischen Provinz Buchara. Die Stadt hatte laut der Volkszählung von 1989 damals 48.000 Einwohner, laut einer Schätzung für 2013 beträgt die Einwohnerzahl 58.000.

## Geschichte
Im Russischen Bürgerkrieg diente Kogon als Sprungbrett für die Eroberung des Emirats Buchara durch die Rote Armee. Im August 1920 konzentrierten sich die Rotarmisten in Kogon.

## Geografie
Kogon ist etwa 10 km östlich der Viloyathauptstadt Buchara gelegen. Es ist der Hauptort des gleichnamigen Distrikts Kogon, selbst jedoch eine kreisfreie Stadt.

## Kultur und Sehenswürdigkeiten
Nahe der Stadt Kogon liegt in einem Religionskomplex das Mausoleum Baha-ud-Din Naqschbands. Die gesamte Anlage wurde 2003 renoviert.

## Wirtschaft und Infrastruktur
Kogon ist ein bedeutender Verkehrsknotenpunkt: Die Stadt liegt an der Transkaspischen Eisenbahn; der Zug Sharq verbindet Kogon mit Taschkent. Von 1998 bis 2008 war Kogon per Oberleitungsbus mit Buchara verbunden.

## Ereignisse
Am 9. und 10. Juli 2008 kam es in Kogon auf einer Militärbasis in einem Raketen- und Munitionslager zu einer größeren Anzahl von Explosionen. Die Stadt wurde zunächst komplett evakuiert. Eine Vielzahl Häuser und auch der Bahnhof wurden beschädigt. Offiziellen Quellen zufolge wurden mindestens drei Menschen getötet und 60 Menschen verletzt. Selbst im Stadtzentrum Bucharas waren die Explosionen spürbar und Fensterscheiben gingen zu Bruch.